# Campeonato Mundial de Atletismo de 2011 - 800 m masculino
A prova dos 800 metros masculino do Campeonato Mundial de Atletismo de 2011 foi disputada entre 27 e 30 de agosto no Daegu Stadium, em Daegu.

## Recordes
| Tipo                  | Atleta               | Tempo   | Local | Data                  |
| --------------------- | -------------------- | ------- | ----- | --------------------- |
|                       | David Lekuta Rudisha | 1:41:01 | Rieti | 29 de agosto de 2010  |
| Recorde do campeonato | Billy Konchellah     | 1:43:06 | Roma  | 1 de setembro de 1987 |

## Medalhistas
| Ouro                | Prata               | Bronze                   |
| David Rudisha (KEN) | Abubaker Kaki (SUD) | Yuriy Borzakovskiy (RUS) |

## Cronograma
| Data         | Hora  | Evento    |
| ------------ | ----- | --------- |
| 27 de agosto | 12:05 | Bateria   |
| 28 de agosto | 18:00 | Semifinal |
| 30 de agosto | 21:00 | Final     |

Todos os horários são horas locais (UTC +9)

## Resultados

### Bateria
Qualificação: Os 3 de cada bateria (Q) e os 6 mais rápidos (q) avançam para a semifinal.
| Colocação | Atleta            | Tempo           |
| --------- | ----------------- | --------------- |
| 1         | Nick Symmonds     | 1 min 46 s 54 Q |
| 2         | Andreas Bube      | 1 min 46 s 64 Q |
| 3         | Kevin López       | 1 min 46 s 79 Q |
| 4         | Mouhcine El Amine | 1 min 46 s 98   |
| 5         | Andrew Ellerton   | 1 min 47 s 47   |
| 6         | Moise Joseph      | 1 min 48 s 17   |
| 7         | Zaw Win Thet      | 1 min 58 s 36   |

| Colocação | Atleta                | Tempo           |
| --------- | --------------------- | --------------- |
| 1         | Yuriy Borzakovskiy    | 1 min 46 s 14 Q |
| 2         | Jackson Mumbwa Kivuva | 1 min 46 s 57 Q |
| 3         | Antonio Manuel Reina  | 1 min 46 s 66 Q |
| 4         | Prince Mumba          | 1 min 46 s 73 q |
| 5         | Michael Rimmer        | 1 min 47 s 11   |
| 6         | Masato Yokota         | 1 min 47 s 60   |
| 7         | Shifaz Mohamed        | 2 min 01 s 05   |

| Colocação | Atleta             | Tempo                |
| --------- | ------------------ | -------------------- |
| 1         | Abubaker Kaki      | 1 min 44 s 83 Q      |
| 2         | Mohammed Aman      | 1 min 45 s 17 Q      |
| 3         | Alfred Kirwa Yego  | 1 min 45 s 50 Q      |
| 4         | Luis Alberto Marco | 1 min 46 s 19 q      |
| 5         | Moussa Camara      | 1 min 46 s 38 q (NR) |
| 6         | Ashot Hayrapetyan  | 1 min 50 s 09 (PB)   |
| 7         | Fernando da Silva  | 1 min 51 s 58        |

| Colocação | Atleta               | Tempo              |
| --------- | -------------------- | ------------------ |
| 1         | David Lekuta Rudisha | 1 min 46 s 29 Q    |
| 2         | Marcin Lewandowski   | 1 min 46 s 73 Q    |
| 3         | Bram Som             | 1 min 46 s 79 Q    |
| 4         | Mahfoud Brahimi      | 1 min 46 s 94 q    |
| 5         | Charles Jock         | 1 min 47 s 95      |
| 6         | Brice Etès           | 1 min 48 s 22 (SB) |
| 7         | Edgar Cortez         | 1 min 49 s 10 (NR) |

| Colocação | Atleta            | Tempo              |
| --------- | ----------------- | ------------------ |
| 1         | Kleberson Davide  | 1 min 46 s 06 Q    |
| 2         | Andrew Osagie     | 1 min 46 s 08 Q    |
| 3         | Adam Kszczot      | 1 min 46 s 16 Q    |
| 4         | Sajjad Moradi     | 1 min 46 s 39 q    |
| 5         | Mohammad Al-Azemi | 1 min 46 s 64 q    |
| 6         | Julius Mutekanga  | 1 min 47 s 54      |
| 7         | Farhan Ahmad      | 1 min 50 s 14 (PB) |
|           | Thomas Vandy      | DNS                |

| Colocação | Atleta              | Tempo              |
| --------- | ------------------- | ------------------ |
| 1         | Rafith Rodríguez    | 1 min 48 s 26 Q    |
| 2         | Tamás Kazi          | 1 min 48 s 29 Q    |
| 3         | Khadevis Robinson   | 1 min 48 s 41 Q    |
| 4         | Daniel Nghipandulwa | 1 min 48 s 79      |
| 5         | Lutmar Paes         | 1 min 48 s 97      |
| 6         | Ismail Ahmed Ismail | 1 min 52 s 33      |
| 7         | Derek Mandell       | 1 min 57 s 11 (PB) |
| 8         | Richard Blagg       | 1 min 59 s 34 (PB) |

### Semifinal
Qualificação: Os 2 de cada bateria (Q) e os 2 mais rápidos (q) avançam para a final.
| Colocação | Atleta               | Tempo                |
| --------- | -------------------- | -------------------- |
| 1         | Mohammed Aman        | 1 min 44 s 57 (PB) Q |
| 2         | Marcin Lewandowski   | 1 min 44 s 60 (SB) Q |
| 3         | Abubaker Kaki        | 1 min 44 s 62 q      |
| 4         | Alfred Kirwa Yego    | 1 min 44 s 82 q      |
| 5         | Khadevis Robinson    | 1 min 45 s 27        |
| 6         | Andreas Bube         | 1 min 45 s 48 (PB)   |
| 7         | Sajjad Moradi        | 1 min 46 s 17 (SB)   |
| 8         | Antonio Manuel Reina | 1 min 48 s 45        |

| Colocação | Atleta                | Tempo         |
| --------- | --------------------- | ------------- |
| 1         | Nick Symmonds         | 1 min 45 s 73 |
| 2         | Yuriy Borzakovskiy    | 1 min 45 s 73 |
| 3         | Jackson Mumbwa Kivuva | 1 min 45 s 97 |
| 4         | Andrew Osagie         | 1 min 46 s 12 |
| 5         | Tamás Kazi            | 1 min 46 s 53 |
| 6         | Bram Som              | 1 min 46 s 69 |
| 7         | Kevin López           | 1 min 46 s 86 |
| 8         | Prince Mumba          | 1 min 47 s 06 |

| Colocação | Atleta               | Tempo           |
| --------- | -------------------- | --------------- |
| 1         | David Lekuta Rudisha | 1 min 44 s 20 Q |
| 2         | Adam Kszczot         | 1 min 44 s 81 Q |
| 3         | Kleberson Davide     | 1 min 45 s 06   |
| 4         | Rafith Rodríguez     | 1 min 46 s 41   |
| 5         | Mahfoud Brahimi      | 1 min 46 s 79   |
| 6         | Luis Alberto Marco   | 1 min 47 s 45   |
| 7         | Moussa Camara        | 1 min 48 s 15   |
|           | Mohammad Al-Azemi    | DNF             |

### Final
A final teve inicio ás 21:00 
| Colocação         | Faixa | Nome               | Nacionalidade  | Tempo   | Notas |
| ----------------- | ----- | ------------------ | -------------- | ------- | ----- |
| Medalha de ouro   | 6     | David Rudisha      | Quênia         | 1:43.91 |       |
| Medalha de prata  | 4     | Abubaker Kaki      | Sudão          | 1:44.41 |       |
| Medalha de bronze | 5     | Yuriy Borzakovskiy | Rússia         | 1:44.49 |       |
| 4                 | 2     | Marcin Lewandowski | Polónia        | 1:44.80 |       |
| 5                 | 3     | Nick Symmonds      | Estados Unidos | 1:45.12 |       |
| 6                 | 7     | Adam Kszczot       | Polónia        | 1:45.25 |       |
| 7                 | 8     | Alfred Kirwa Yego  | Quênia         | 1:45.83 |       |
| 8                 | 1     | Mohammed Aman      | Etiópia        | 1:45.93 |       |

Legenda
| Recorde mundial       | Recorde mundial (World record)               |                       | Recorde africano                      | Recorde africano (African) |                                           | Q | Classificado por posição (Qualified) |
| Recorde do campeonato | Recorde do campeonato (Championship record)  | Recorde da América    | Recorde da América (Americas)         | q                          | Classificado por melhor tempo (Qualified) |   |                                      |
| Melhor marca do ano   | Melhor marca do ano (World leading)          | Recorde asiático      | Recorde asiático (Asian)              | DNS                        | Não largou (Did not start)                |   |                                      |
| Recorde nacional      | Recorde nacional (National record)           | Recorde europeu       | Recorde europeu (European)            | DNF                        | Não terminou (Did not finish)             |   |                                      |
| Recorde pessoal       | Recorde pessoal do atleta (Personal best)    | Recorde da Oceania    | Recorde da Oceania (Oceania)          | DSQ / DQ                   | Desclassificado (Disqualified)            |   |                                      |
| Recorde da temporada  | Recorde da temporada do atleta (Season best) | Recorde sul-americano | Recorde sul-americano (South America) | NM                         | Sem marca (No mark)                       |   |                                      |